# Хандек (водопад)
Хандек (устар. передача Гандек; нем. Handeck, Handeckfall, Handegfall) — водопад на Аре, в кантоне Берн, в узком ущелье, один из красивейших в Швейцарии и самых известных водопадов Альп.
Высота водопада составляет 46 метров. Часто служил объектом пейзажа для художников; одна из самых известных картин, изображающих его, написана швейцарским художником Александром Каламом.
Недалеко от Хандека находится 70-метровый подвесной мост над каньоном реки Аре, позволяющий с него осматривать водопад с высоты.